# Age of Empires: Castle Siege
Age of Empires: Castle Siege è un videogioco gratuito strategico in tempo reale di ambientazione storica sviluppato da Smoking Gun Interactive e Microsoft Studios, annunciato il 26 agosto 2014 e pubblicato sugli Store di Windows 8 e Windows Phone come app universale il 17 settembre 2014. Castle Siege è stato reso disponibile su iOS nel 2015.
Nell'aprile 2017 il gioco è stato pubblicato anche per Android.
Pur essendo uno spin-off della serie Age of Empires, il gioco differiva in gameplay dagli altri capitoli della saga presentando elementi classici dei tower defense, alla stregua di giochi come Clash of Clans (con il quale presentava molteplici analogie).
Dopo l’annuncio di Age of Empires IV e delle versioni remastered delle tre edizioni precedenti, Microsoft Studios ha annunciato che i server sarebbero stati chiusi. Dal 13 maggio 2019 il gioco non è più disponibile.

## Modalità di gioco
Ogni giocatore possedeva una città da amministrare, sviluppare e difendere dagli eventuali attacchi di altri giocatori.
Per espandere la propria città, il giocatore doveva costruire e migliorare una serie di edifici ognuno dei quali atto ad una specifica attività (la produzione di risorse, addestramento di soldati ecc.).
La costruzione o l'ampliamento di un edificio richiedva un certo quantitativo di risorse (cibo, legno e pietra) oltre che un tempo di costruzione (annullabile pagando una somma in oro, moneta del gioco acquistabile con soldi reali). Tra questi edifici vi era il Maschio, costruzione più importante che permette la progressione nelle varie Ere del gioco ed il cambio della civiltà di appartenenza. Oltre a questo, il Maschio conteneva la maggior parte delle risorse della città ed era fondamentale proteggerlo in caso di attacco.
I giocatori potevano anche creare alleanze per scambiare messaggi, condividere i replay delle battaglie ed altre funzioni Social.

## Edifici
Selezionando il Mercato, era possibile avviare la costruzione di un edificio. Gli edifici erano suddivisi in categorie in base al ruolo che ogni edificio ricopre: gli edifici "Economici" producevano ed immagazzinavano risorse mentre quelli "Militari" addestravano truppe.
Il Maschio, e più in generale tutte le costruzioni, erano difesi dagli edifici "Fortificazione" che includevano mura, torri e vari tipi di trappole.
Tutti gli edifici potevano essere migliorati per aumentarne la produzione ottenendo vantaggi aggiuntivi. Il miglioramento del Maschio incrementava la quantità di edifici consentiti ed aumentava il numero di edifici disponibili.

### Economia
- Edificio di ricerca economica (il nome varia a seconda della civiltà scelta)
- Fattoria
- Granaio
- Segheria
- Legnaia
- Cava
- Deposito
- Strada

### Esercito
- Accampamento
- Caserma
- Campo di tiro con l'arco
- Scuderia
- Officina per assedio
- Sede delle truppe speciali (il nome varia a seconda della civiltà scelta)
- Edificio di ricerca militare (il nome varia a seconda della civiltà scelta)
- Sala degli eroi

### Fortificazione
- Torre degli arcieri
- Torre dei balestrieri
- Torre della balista
- Postazione per catapulta
- Postazione per trabucco
- Torre del fuoco
- Guardiola
- Posto di guardia
- Muro
- Tribolo
- Trappola incendiaria
- Gerniere

### Onore
In questa categoria di costruzioni erano presenti gli ornamenti.

## Combattimenti
Durante un attacco, lo scopo primario per l'attaccante era quello di distruggere il Maschio del difensore comandando le proprie truppe in tempo reale.
Il difensore, a sua volta, non viveva direttamente l'attacco in tempo reale ma riceveva l'esito dello scontro una volta concluso.
La difesa della città era affidata alle proprie fortificazioni e ai soldati di pattuglia gestiti dall'intelligenza artificiale.

### Attacchi tra giocatori
Quando un giocatore aveva sviluppato un adeguato quantitativo di truppe, poteva scegliere di avanzare un attacco verso un altro giocatore, selezionato automaticamente dal sistema.
La battaglia era preceduta da un breve periodo della durata di qualche secondo nel quale l'attaccante poteva studiare le difese del nemico. In questo periodo, l'attaccante poteva decidere di cercare un altro avversario oppure schierare le proprie truppe nella posizione da lui desiderata.
Quando la battaglia iniziava, veniva attivato un conto alla rovescia di 6 minuti e l'attaccante doveva comandare le proprie truppe tracciando i movimenti delle singole unità.
Per vincere l'attaccante doveva distruggere il maschio oppure almeno il 50% degli edifici prima che il tempo fosse scaduto o tutte le sue unità fossero state sconfitte.

### Battaglie Storiche
Questa modalità a giocatore singolo consentiva di rivivere alcune battaglie storiche realmente accadute. In caso di vittoria, il giocatore (attaccante con truppe predefinite) riceveva un quantitativo di risorse che poteva spendere per ampliare la propria città.
Erano disponibili 10 battaglie storiche a difficoltà crescente che venivano sbloccate con l'avanzamento delle Ere da parte del giocatore. In particolare erano:
- Assedio di Kenilworth
- Assedio di Marienburg
- Assedio di Aleppo
- Assedio di Costantinopoli
- Assedio di Acri
- Assedio di Dorostolon
- Assedio di Tessalonica
- Assedio di Calais
- Assedio del Castello di Kaunas (1346 da parte di Edoardo III)
- Assedio di Orléans

## Civiltà
Nel gioco erano presenti 6 civiltà che si distinguevano fra loro per la disponibilità di unità speciali ed eroi oltre che per la rappresentazione grafica della città.
- Britanni - "Una popolazione che regnò sulle isole britanniche. Dopo la dominazione celtica, la Gran Bretagna diventò anglosassone e quindi normanna."
- Franchi - "Una confederazione di tribù germaniche sotto i Merovingi, il cui territorio diventò la Francia odierna."
- Ordine teutonico - "Un ordine militare tedesco di cavalieri cattolici che dominarono l'odierna Germania orientale."
- Saraceni - "Un gruppo di stati guerrieri musulmani del Medio Oriente."
- Bizantini - "La metà orientale dell'ex Impero romano durante il Medioevo."
- Rus' di Kiev - "Una confederazione di tribù slave che dominarono una vasta parte del territorio oggi occupato dalla Bielorussia, Ucraina e Russia."

| Civiltà          | Unità Speciale        | Eroi                                                       |
| ---------------- | --------------------- | ---------------------------------------------------------- |
| Britanni         | Arcieri ad arco lungo | Riccardo Cuor di Leone, Enrico V, Edoardo il Principe Nero |
| Bizantini        | Cheirosifoni          | Belisario, Giovanni Curcuas, Niceforo II Foca              |
| Franchi          | Templari              | Carlo Martello, Carlo Magno, Giovanna d'Arco               |
| Rus' di Kiev     | Incursori di Moscovia | Svjatoslav I di Kiev, Rurik, Alexander Nevsky              |
| Saraceni         | Mamelucchi            | Tariq ibn Ziyad, Maslama ibn Abd al-Malik, Saladino        |
| Ordine teutonico | Cavalieri Teutonici   | Hermann von Salza, Conrad il Vecchio, Winrich von Kniprode |

## Requisiti di sistema
- Windows 8 o Windows Phone 8
- Disponibile anche per sistemi iOs
- Disponibile anche per sistemi Android
- Circa 170 MB di spazio su disco libero
- Una connessione a Internet